# Martha Bernays
Martha Bernays (Amburgo, 26 luglio 1861 – Londra, 2 novembre 1951) fu la moglie di Sigmund Freud.

## Biografia
Seconda figlia di Berman Bernays e di Emmeline Philipp, crebbe seguendo la religione ebraica ortodossa. Suo nonno paterno, Isaac Bernays (1792-1849) fu rabbino capo di Amburgo e suo zio era il filologo Jacob Bernays.
Incontrò Sigmund Freud nell'aprile del 1882 e dopo quattro anni di fidanzamento la coppia si sposò il 14 settembre 1886, ad Amburgo. Anche un fratello di Martha, Ely Bernays, sposò una sorella di Sigmund, Anna (1858-1955).
Le lettere che si scambiarono durante il fidanzamento, secondo Ernest Jones (biografo ufficiale dello psicoanalista che curò i volumi della corrispondenza), non valgono meno di molta letteratura amorosa sparsa per il mondo: sono infatti oltre 900, spesso lunghe, e si può dire che seguono il diagramma degli alti e bassi nella relazione, le burrasche emotive, le gelosie improvvise, le tenerezze.

### Matrimonio e figli
Il matrimonio successivo fu sereno. La gentile ma ferma conduzione famigliare della moglie contribuì, nel ricordo dei figli, alla riuscita della vita quotidiana. Era lei quella puntuale e precisa e, nonostante i sei figli in nove anni, curata nell'aspetto, come prevedeva il comportamento della media borghesia viennese. Benché non avesse studiato, amava leggere libri, soprattutto la sera, dopo aver atteso ai suoi doveri di madre e casalinga, lavorando duramente e spargendo un'"atmosfera di pace e joie de vivre". Quando Freud morì, Martha nel consolarsi disse che in 53 anni di matrimonio non era stata mai spesa tra loro alcuna parola di rabbia.
La coppia ebbe sei figli:
- Mathilde (1887-1978), sposa di Robert Hollitscher (1875-1959);
- Jean-Martin (1889-1967), avvocato e autore del libro Mio padre Sigmund Freud[6];
- Oliver (1891-1969), ingegnere, sposò in seconde nozze la pittrice Henny Fuchs (1892-1971);
- Ernst (1892-1966), architetto e padre del pittore Lucian Freud e di altri due figli: Clement Raphael (anche lui piuttosto noto, conduttore radiofonico e membro del parlamento inglese) e Stefan Gabriel;
- Sophie (1893-1920), sposa di Max Halberstadt (1882–1940), morì di influenza spagnola;
- Anna (1895-1982), psicoanalista.

Si dice che Freud fu sempre amichevole e gentile con i figli, anche se un poco formale e troppo riservato. Non li costrinse a seguire i propri passi, anche se l'ultima decise da sola di farlo.
Sono state fatte ipotesi anche su una relazione adulterina tra Freud e Minna Bernays (1865-1941), sorella più giovane di Martha che abitò spesso con la famiglia a partire dal 1895, quando nacque la figlia Anna. Sicuramente Freud ne amava la compagnia, le conversazioni e qualche viaggio insieme.